# Добеле округ
Добеле округ (лет. Dobeles rajons, рус. Добельский район) је округ у републици Летонији, у њеном јужном делу. Управно средиште округа је истоимени градић Добеле. Округ припада историјској покрајини Земгале.

Добеле округ је унутаркопнени округ у Летонији. То је и погранични огруг према Литванији на југу. На истоку се округ граничи са округом Јелгава, на северу са округом Тукумс и на западу са округом Салдус.

## Градови
- Добеле
- Боне (град)
- Ауце